# Championnat de Guyane de football 2016-2017
Navigation
Édition précédente Édition suivante
La saison 2016-2017 est la cinquante-sixième édition du championnat de Guyane de football de Régionale 1 met aux prises douze clubs pour le titre de champion de Guyane.
Cette édition est perturbée par le mouvement social de 2017 en Guyane qui contraint les autorités locales à interdire toute manifestation sportive sur le territoire guyanais à partir du 25 mars. Finalement, le 2 mai, un retour à la compétition est annoncé. La dix-neuvième journée a ainsi lieu le 13 mai avant que l'US Matoury ne remporte son deuxième titre consécutif lors de l'avant-dernière journée, le 27 mai, à la suite du forfait de l'US Macouria.

## Participants
Un total de douze équipes participent au championnat, dix d'entre elles étant déjà présentes la saison précédente, auxquelles s'ajoutent deux promus de deuxième division que sont le Kourou FC et l'Olympique de Cayenne qui remplacent l'EF Iracoubo et l'USL Montjoly, relégués à l'issue de l'édition précédente.
| \| Cayenne : CSC Cayenne Olympique de Cayenne Kourou : ASC Le Geldar Kourou FC SC Kouroucien Cayenne Kourou ASC Agouado US Matoury AS Étoile de Matoury ASC Remire AS Grand-Santi Cosma Foot US Macouria \| Localisation des équipes engagées. |
| Cayenne : CSC Cayenne Olympique de Cayenne Kourou : ASC Le Geldar Kourou FC SC Kouroucien Cayenne Kourou ASC Agouado US Matoury AS Étoile de Matoury ASC Remire AS Grand-Santi Cosma Foot US Macouria                                          |

| Équipe               | Classement 2015-2016 | Stade                 | Ville                   |
| -------------------- | -------------------- | --------------------- | ----------------------- |
| US Matoury           | 1                    | Stade municipal       | Matoury                 |
| ASC Le Geldar        | 2                    | Stade Bois Chaudat    | Kourou                  |
| CSC Cayenne          | 3                    | Stade Georges-Chaumet | Cayenne                 |
| ASC Agouado          | 4                    | Stade de Moutendé     | Apatou                  |
| AS Étoile de Matoury | 5                    | Stade municipal       | Matoury                 |
| US Macouria          | 6                    | Stade Emmanuel-Courat | Macouria                |
| ASC Remire           | 7                    | Stade Edmard-Lama     | Remire-Montjoly         |
| SC Kouroucien        | 8                    | Stade Bois Chaudat    | Kourou                  |
| AS Grand-Santi       | 10                   | Stade René-Long       | Grand-Santi             |
| Cosma Foot           | 11                   | Stade René-Long       | Saint-Laurent-du-Maroni |
| Kourou FC            | (R2)                 | Stade Bois Chaudat    | Kourou                  |
| Olympique de Cayenne | (R2)                 | Stade Georges-Chaumet | Cayenne                 |

Légende des couleurs
- Promu de Régional 2

## Compétition

### Format
Les douze équipes affrontent à deux reprises les onze autres équipes selon un calendrier tiré aléatoirement. Les deux dernières équipes au classement sont reléguées en deuxième division. Le dixième de Régionale 1 joue sa place contre une équipe de Régionale 2 (issue d'un barrage entre les deuxièmes de chaque groupe de R2) sur un format aller-retour.

### Classement
Le classement est établi sur le barème de points classique (victoire à 4 points, match nul à 2, défaite à 1). Cette saison est marquée par un grand nombre de retraits de points, en raison de forfaits de la part de plusieurs équipes, particulièrement en fin de saison.
| \| Rang \| Équipe \| Pts \| J \| G \| N \| P \| Bp \| Bc \| Diff \| \| ---- \| ---------------------- \| --- \| -- \| -- \| - \| -- \| -- \| -- \| ---- \| \| 1 \| US Matoury T \| 73 \| 22 \| 16 \| 3 \| 3 \| 67 \| 21 \| +46 \| \| 2 \| ASC Remire \| 67 \| 22 \| 14 \| 3 \| 5 \| 48 \| 31 \| +17 \| \| 3 \| ASC Le Geldar -1 \| 62 \| 22 \| 12 \| 5 \| 5 \| 52 \| 21 \| +31 \| \| 4 \| CSC Cayenne -1 \| 61 \| 22 \| 12 \| 4 \| 6 \| 41 \| 39 \| +2 \| \| 5 \| ASC Agouado -2 \| 58 \| 22 \| 11 \| 5 \| 6 \| 49 \| 35 \| +14 \| \| 6 \| AS Étoile de Matoury \| 57 \| 22 \| 9 \| 8 \| 5 \| 36 \| 23 \| +13 \| \| 7 \| Kourou FC P \| 56 \| 22 \| 10 \| 4 \| 8 \| 43 \| 32 \| +11 \| \| 8 \| AS Grand-Santi -8 \| 47 \| 22 \| 10 \| 3 \| 9 \| 32 \| 29 \| +3 \| \| 9 \| SC Kouroucien -1 \| 42 \| 22 \| 6 \| 3 \| 13 \| 37 \| 54 \| -17 \| \| 10 \| Olympique de Cayenne P \| 36 \| 22 \| 4 \| 2 \| 16 \| 30 \| 68 \| -38 \| \| 11 \| US Macouria -2 \| 34 \| 22 \| 4 \| 2 \| 16 \| 23 \| 78 \| -55 \| \| 12 \| Cosma Foot -2 \| 28 \| 22 \| 2 \| 2 \| 18 \| 15 \| 42 \| -27 \| | - Champion - Équipe participant au barrage de relégation - Équipes reléguées T : Tenant du titre P : Promu de Régional 2 |     |    |    |   |    |    |    |      |
| Rang | Équipe | Pts | J  | G  | N | P  | Bp | Bc | Diff |
| 1 | US Matoury T | 73  | 22 | 16 | 3 | 3  | 67 | 21 | +46  |
| 2 | ASC Remire | 67  | 22 | 14 | 3 | 5  | 48 | 31 | +17  |
| 3 | ASC Le Geldar -1 | 62  | 22 | 12 | 5 | 5  | 52 | 21 | +31  |
| 4 | CSC Cayenne -1 | 61  | 22 | 12 | 4 | 6  | 41 | 39 | +2   |
| 5 | ASC Agouado -2 | 58  | 22 | 11 | 5 | 6  | 49 | 35 | +14  |
| 6 | AS Étoile de Matoury | 57  | 22 | 9  | 8 | 5  | 36 | 23 | +13  |
| 7 | Kourou FC P | 56  | 22 | 10 | 4 | 8  | 43 | 32 | +11  |
| 8 | AS Grand-Santi -8 | 47  | 22 | 10 | 3 | 9  | 32 | 29 | +3   |
| 9 | SC Kouroucien -1 | 42  | 22 | 6  | 3 | 13 | 37 | 54 | -17  |
| 10 | Olympique de Cayenne P                                                                                                   | 36  | 22 | 4  | 2 | 16 | 30 | 68 | -38  |
| 11 | US Macouria -2 | 34  | 22 | 4  | 2 | 16 | 23 | 78 | -55  |
| 12 | Cosma Foot -2 | 28  | 22 | 2  | 2 | 18 | 15 | 42 | -27  |

### Barrage de promotion-relégation
Le barrage de promotion-relégation habituel qui voit le dixième de Régional 1, l'Olympique de Cayenne, faire face au vainqueur du barrage de promotion de Régional 2, est annulé.

## Bilan du tournoi
| Championnat de Guyane de football 2016-2017 |                       |
| Champion                                    | US Matoury (7e titre) |
| Dauphin                                     | ASC Remire            |
| Qualifications continentales                |                       |
| Promotions et relégations                   |                       |
| Promus en Régional 1                        | US Sinnamary          |
| Promus en Régional 1                        | AJ Saint-Georges      |
| Promus en Régional 1                        | EF Iracoubo           |
| Relégués en Régional 2                      | US Macouria           |
| Relégués en Régional 2                      | Cosma Foot            |